# 야코프 쿤
야코프 "쾨비" 쿤(독일어: Jakob "Köbi" Kuhn, 1943년 10월 12일 ~ 2019년 11월 26일)은 스위스의 축구 선수이자 감독이다. 그는 취리히의 클럽에서만 활약했으며, 대부분의 선수 경력을 FC 취리히에서 보냈다. 스위스 축구 국가대표팀으로 63경기 5골을 기록했으며, 1966년 FIFA 월드컵에도 스위스 대표팀으로 출전했다. 선수 은퇴 이후로는 주로 스위스 국가대표팀의 감독을 맡았다. 그가 스위스 축구 국가대표팀으로 있던 시절 UEFA 유로 2004, 2006년 FIFA 월드컵, UEFA 유로 2008과 같은 큰 대회에 스위스를 이끌고 참가했다.